# Nyírmada
Nyírmada  este un oraș în districtul Vásárosnamény, județul Szabolcs-Szatmár-Bereg, Ungaria, având o populație de 4.939 de locuitori (2011). 

## Demografie
Componența etnică a orașului Nyírmada
     Maghiari (80,65%)
     Romi (17,74%)
     Necunoscut (0,46%)
     Alții (1,15%)
Componența confesională a orașului Nyírmada
     Reformați (47,78%)
     Romano-catolici (17,13%)
     Greco-catolici (11,28%)
     Fără religie (5,61%)
     Necunoscută (17,96%)
     Alte religii (1,54%)
Conform recensământului din 2011, orașul Nyírmada avea 4.939 de locuitori. Din punct de vedere etnic, majoritatea locuitorilor (80,65%) erau maghiari, cu o minoritate de romi (17,74%). Apartenența etnică nu este cunoscută în cazul a 0,46% din locuitori. Nu există o religie majoritară, locuitorii fiind reformați (47,78%), romano-catolici (17,13%), greco-catolici (11,28%) și persoane fără religie (5,61%). Pentru 17,96% din locuitori nu este cunoscută apartenența confesională.